# 지방종
지방종(脂肪腫, lipoma)은 지방 조직으로 구성된 양성종양이다. 지방종은 가장 흔한 연조직의 양성 종양으로, 보통 만졌을 때 부드러운 질감에 주위조직에 고정되어있지 않고, 통증이 없다. 대부분의 지방종은 수 센티미터의 사이즈로 작으나 때로는 6센티미터 이상 크게 자라는 경우도 있다. 보통 40~60대의 성인에서 흔히 발견되지만 20~30대의 성인이나 청소년에서도 발견할 수 있다. 몇몇 보고에 따르면 지방종이 악성화(악성종양으로 변화)되는 경우도 있다고 하나, 아직까진 학계에서 인정되지는 않았다.

## 종류
지방종에는 다양한 아형이 있다::624–5
- 샘지방종(선지방종, Adenolipomas)은 에크린 땀샘(eccrine sweat glands)과 관련된 지방종이다.[5]:627
- 혈관지방평활근종(Angiolipoleiomyoma)은 후천적으로 발생하며, 단일상의, 증상이 없는 말단 결절이며, 조직학적으로 경계가 명확한 피하조직의 종양이다. 이 종양은 평활근이나 혈관, 그리고 결체조직, 그리고 지방에 의해 구성되어 있다.[4]:627
- 혈관지방종(Angiolipoma)은 통증을 동반한 피하조직의 결절이며, 전형적인 지방종의 모든 특징을 다 가지고 있다.[4]:624[6]
- 연골지방종(Chondroid lipomas)은 심층부에 위치하며, 단단하고 노란색의 종양으로 특징적으로 여성의 하지에서 발견된다.[4]:625
- 뇌량지방종 (Corpus callosum lipoma)은 매우 드문 선천성 뇌병변으로 증상이 있을 수도 없을 수도 있다.[7] 이 종양은 뇌의 뇌량이라는 부위에 발생하며, 뇌량은 Colossal commisure라고도 부르는 부위로 인간의 대뇌피질의 하부에 양측 뇌를 연결해주는 넓고 평편한 신경 섬유의 다발이다.
- 동면종(Hibernoma)은 갈색 지방종을 뜻하는 말이며, 갈색지방에서 발생하는 지방종이라 붙여진 이름이다. 여기서 갈색지방은 단순히 지방의 색깔이 갈색이라서 붙여진 이름이 아니며, 조직학적으로 일반 지방과는 다른 기능을 가지고 소아에서 발견할 수 있는 지방조직이라 붙여진 이름이다.
- 진피내 방추세포 지방종(Intradermal spindle cell lipomas)은 대부분 여성에서 발생하는 것이 특징이며, 두부, 경부(목), 체간(몸통), 그리고 상하지에 고르게 발생한다.[4]:625[8]
- 신경섬유지방종(Neural fibrolipomas)은 신경줄기를 따라 섬유지방조직이 과증식된 것이며, 종종 신경을 압박하여 증상을 일으킨다.[4]:625
- 다형성지방종(Pleomorphic lipoma), 방추세포 지방종과 마찬가지로 남성 노인의 등과 목 부위에 주로 나타난다. 이 지방종은 조직학적 소견상 핵이 겹쳐져 보이는 꽃모양의 거대세포가 특징이다.[4]:625
- 방추세포 지방종(Spindle-cell lipoma)은 증상이 없고, 천천히 자라는 피하조직의 종양으로 노인의 어깨나 목의 뒤쪽이나 등에 주로 발생한다.[4]:625
- 표재성 피하지방종(Superficial subcutaneous lipomas)은 지방종에서 가장 흔한 형태로, 피부의 직하방에 발생한다.[3] 이 지방종은 대부분 몸통이나 대퇴부(허벅다리) 그리고 전완부(팔꿈치 아래)에 발생하며 지방조직이 있는 신체 어느곳이든 생길 수 있다.

## 유병율

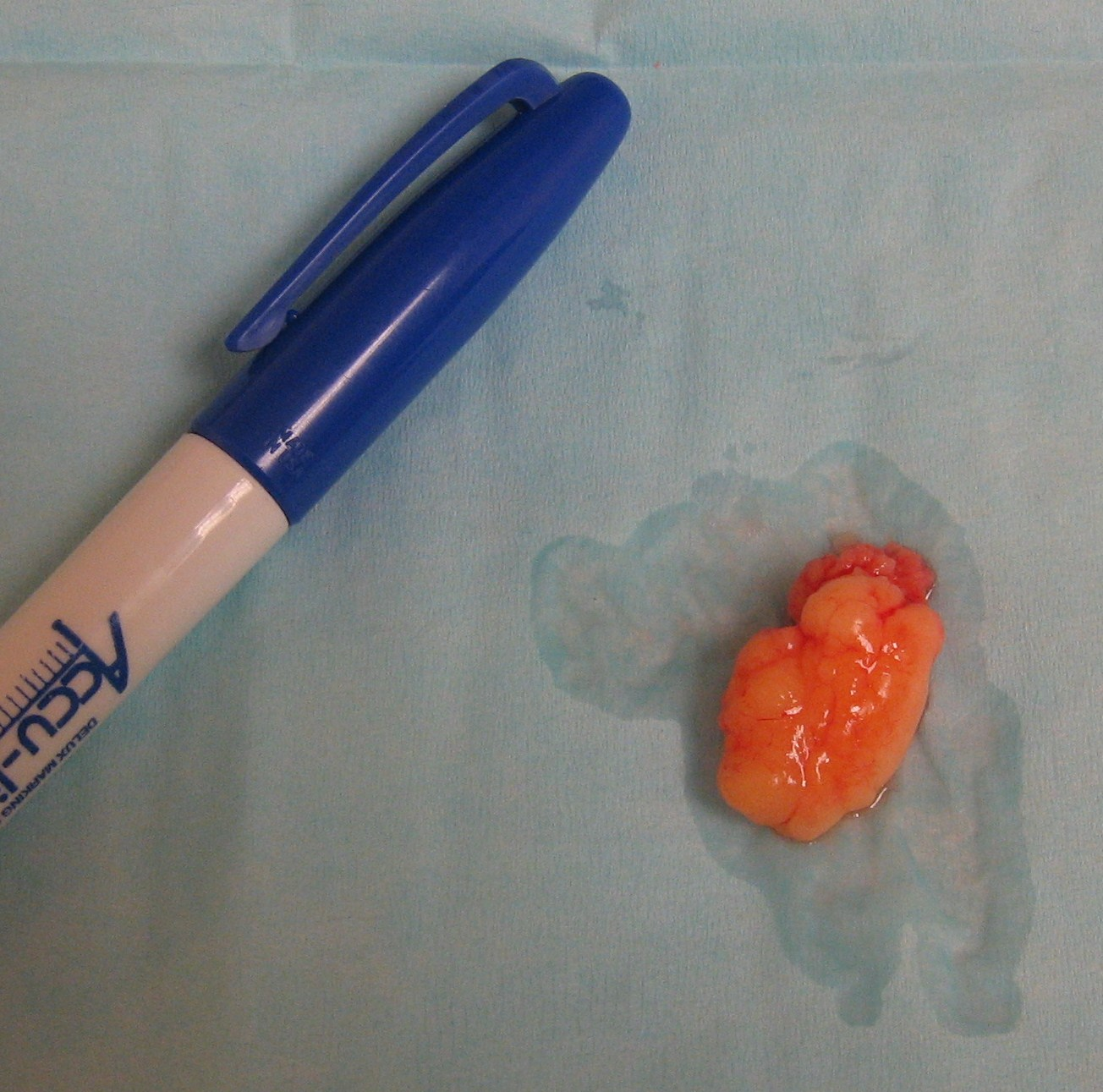
몸통에서 제거한 지방종

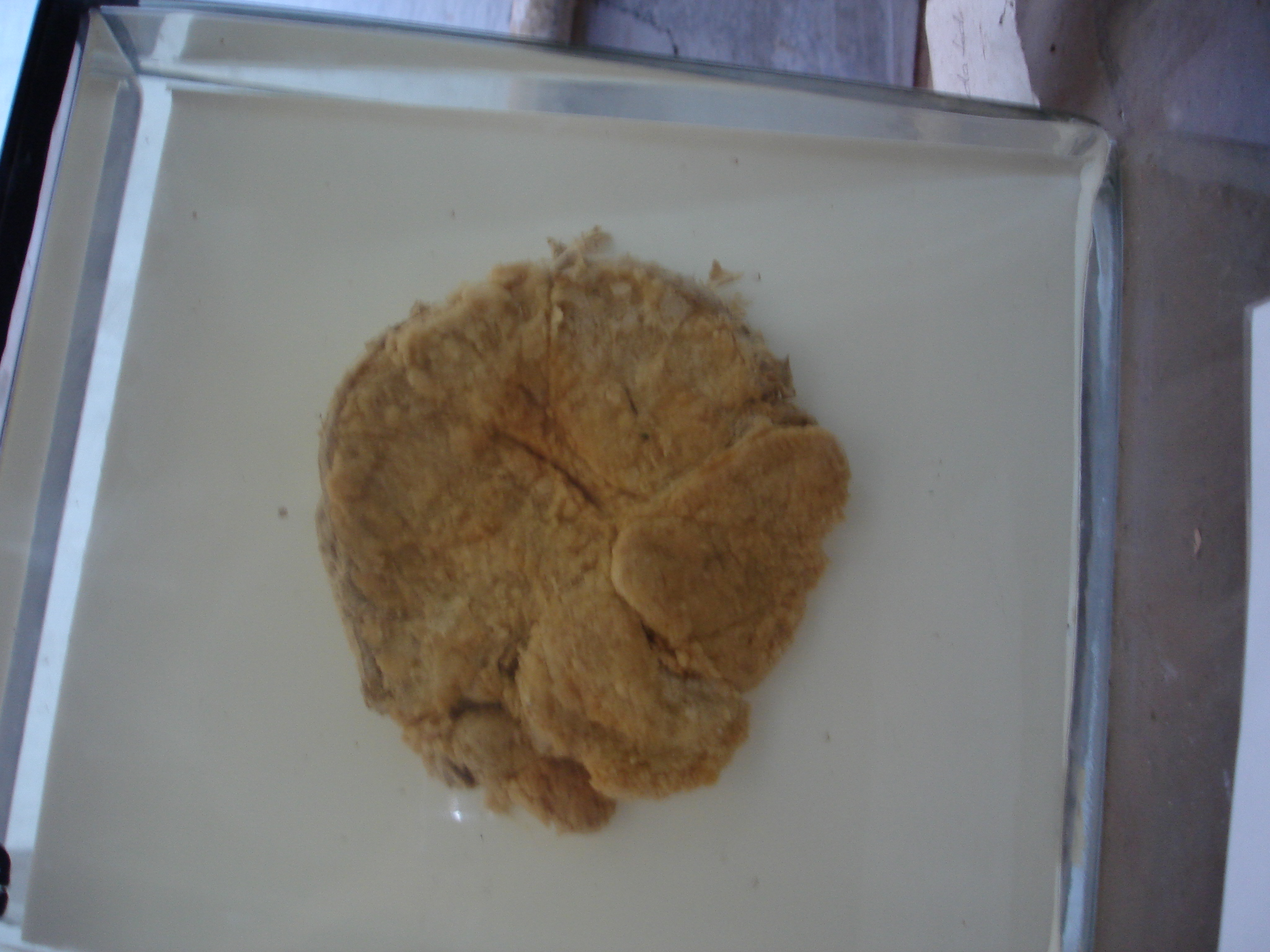
유방에서 제거한 지방종

대략, 인구의 1%에서 지방종이 발견된다. 지방종은 아무 연령대에서나 나타날 수 있지만 대부분 중년에서 발견되며 보통 40~60대에서 많이 발견된다. 피부 지방종은 소아에서 드물지만 유전질환의 형태로 나타날 수 있다.(바나얀-조안나 증후군 Bannayan-Zonana syndrome).
지방종은 보통 1~3Cm로 작지만 수년에서 수십년간 자라 10~20Cm의 직경에 4~5kg에 육박하는 거대 지방종으로 자라는 경우도 보고되고 있다.

## 원인
몇몇 지방종은 가족성 다발성 지방종증(familial multiple lipomatosis)과 같은 유전적 경향을 제외하고는 비유전적 경향으로 발생한다. 쥐를 이용한 몇몇 유전학적 연구에서 HMG I-C유전자(과거에는 비만과 관계된 것으로 밝혀있는 유전자이다)와 지방종의 발생간의 상관관계를 밝혀내기도 했다. 이런 연구결과는 중간엽종양(Mesenchymal Tumors)와 HMG I-C유전자가 인간에서 역학적인 상관관계가 있음을 지지하고 있다.
몇몇 증례에서는 가벼운 손상이 지방종의 성장을 유발한다는 "외상후 지방종(Post-traumatic lipomas)"에 대해 보고하고 있으나, 아직까지 외상과 지방종의 발생에 대해서는 논란의 여지가 있다.

## 치료
통상적으로 지방종은 치료가 필요하지 않으나, 통증이나 운동장애를 유발할때는 치료를 고려할 수 있다. 하지만 대부분의 경우 너무 크게 자란 지방종으로 인해 미용적인 이유로 수술받게 되며, 조직학적으로 지방육종과 같은 악성종양과 감별해낼 수 없을 때도 수술받는다. 문제는 이 지방종을 제거해 병리학적 검사를 하기 전에는 이 덩어리가 양성인지 악성인지 구분할 수 없다는데에 있다.
지방종은 보통 단순 절제만으로 제거할 수 있으며, 부분마취하에서 30분이내에 해결할 수 있다. 지방종의 크기가 크거나 근육층까지 침범한 경우에는 전신 마취가 필요할 수도 있다. 다만 전체 수술건수에서 1~2%정도가 절제후 재발한다. 지방흡인술(Liposuction)이 지방종이나 다른 결체조직 질환에서의 또다른 치료방법으로 사용할 수 있으며, 지방흡인술을 이용할 경우 흉터(반흔)가 덜 남는 것이 특징이다. 하지만 지방흡인술만으로는 사이즈가 큰 지방을 완벽하게 제거하기는 어려우며 재발가능성이 높다.
현재 흉터(반흔)를 남기지 않고 지방종을 제거하는 방법이 개발중이며, 스테로이드나 포스파티딜콜린을 주사해 지방분해를 유도하는 방법이 그 예이다.

팔꿈치 부위의 근육내 지방종의 절제사진
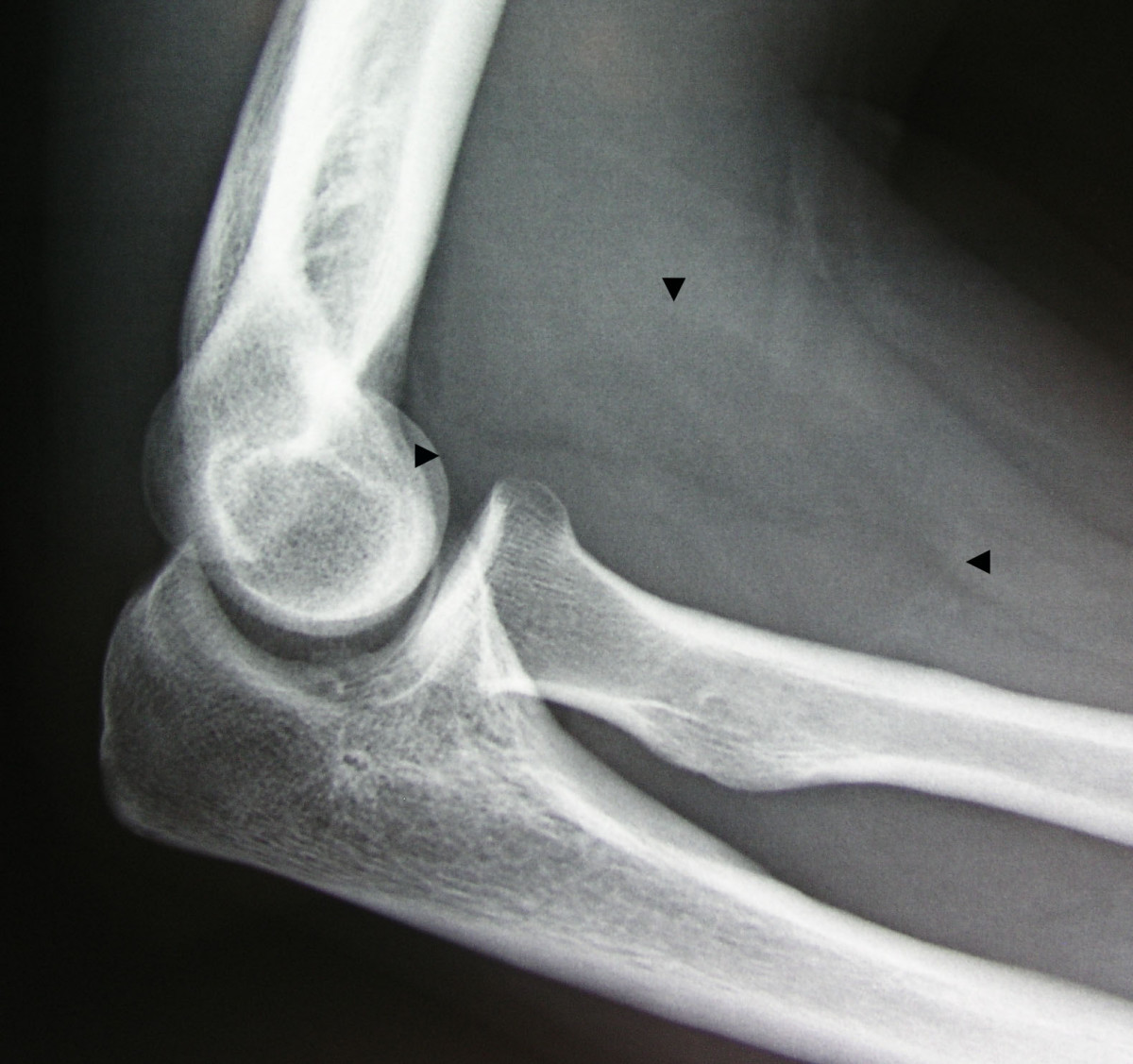
지방종의 엑스레이 소견.
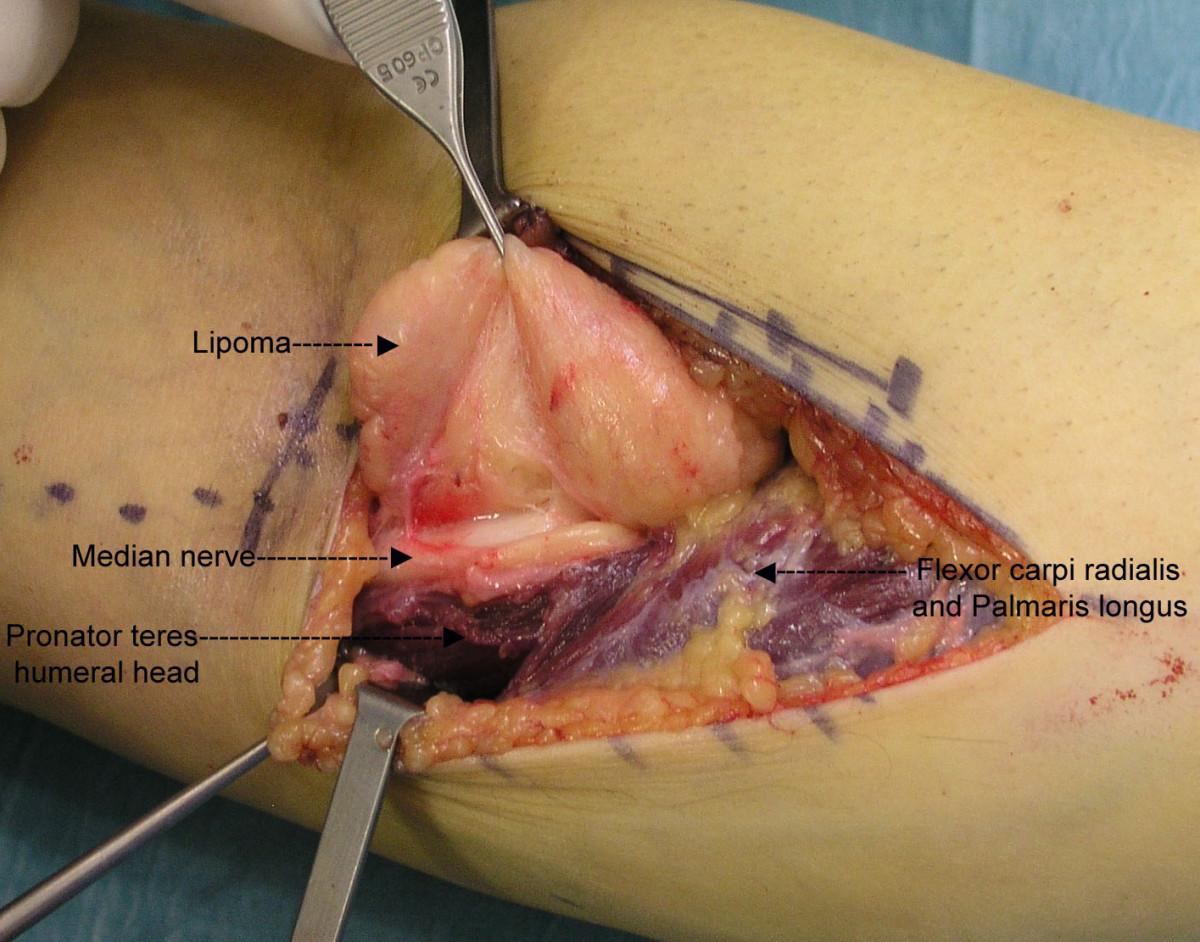
수술중 사진.
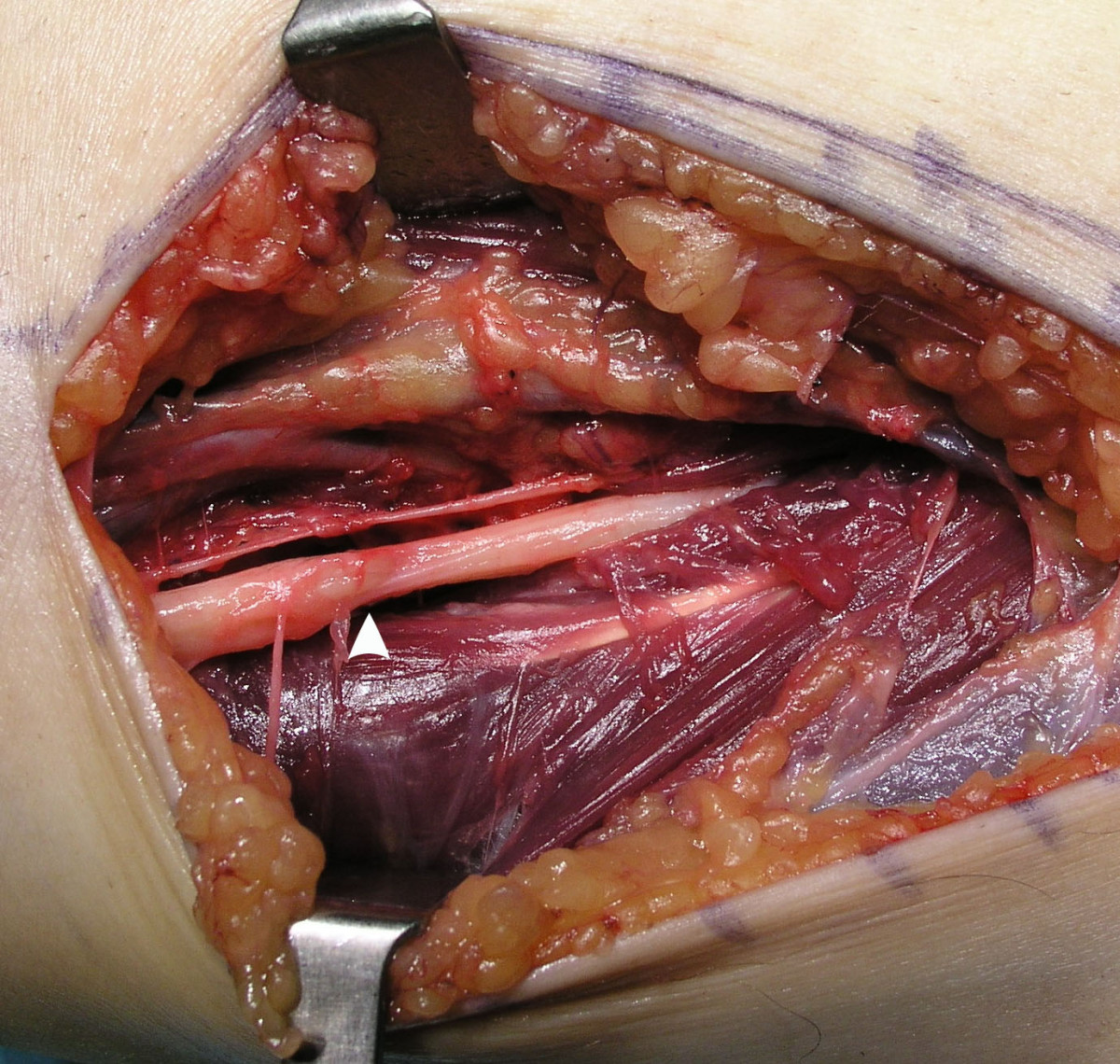
지방종 절제후 수술 소견. 화살표는 지방종에 의해 눌려진 정중신경이다.
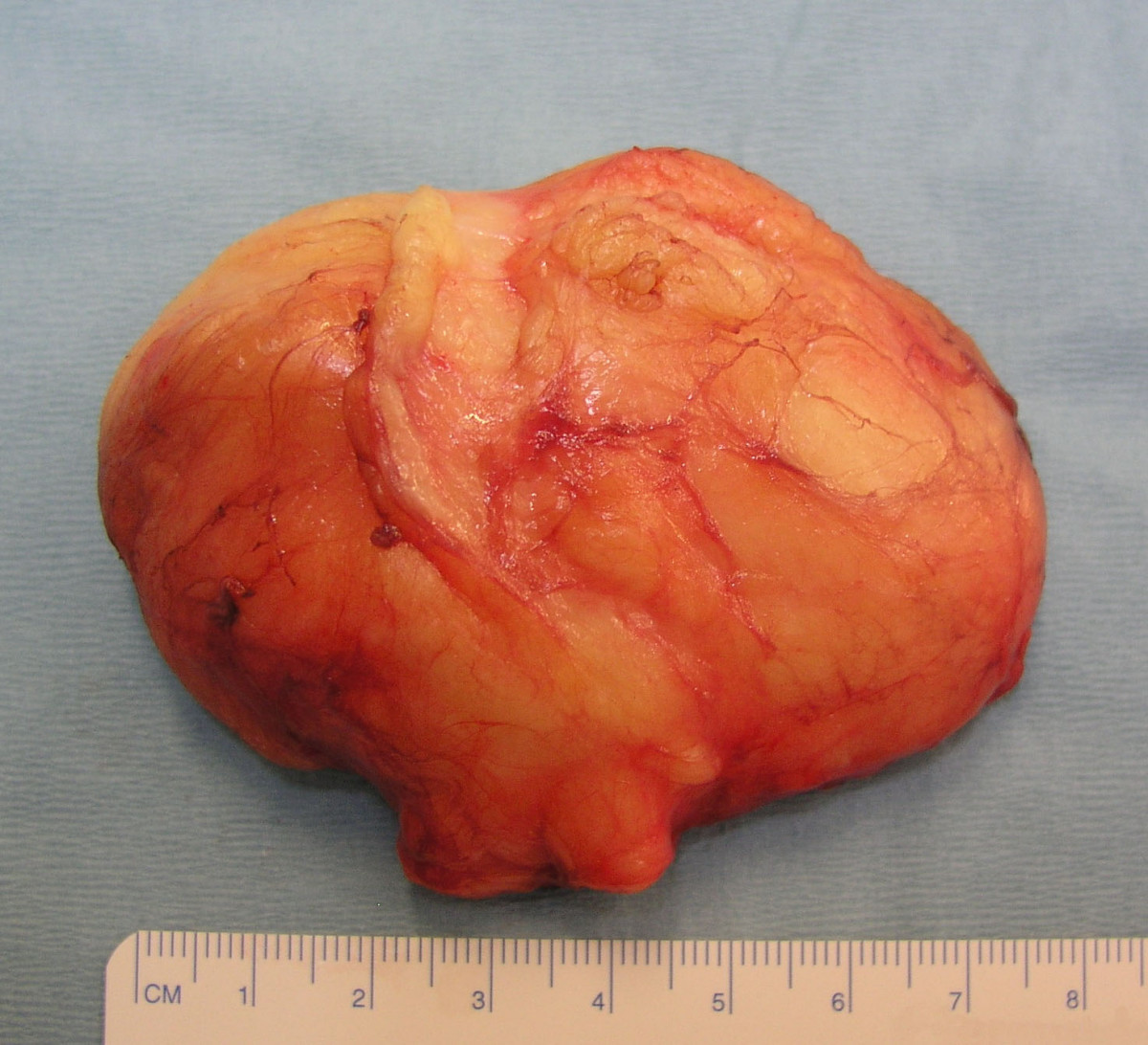
절제된 지방종 (8 cm × 6 cm × 3 cm)

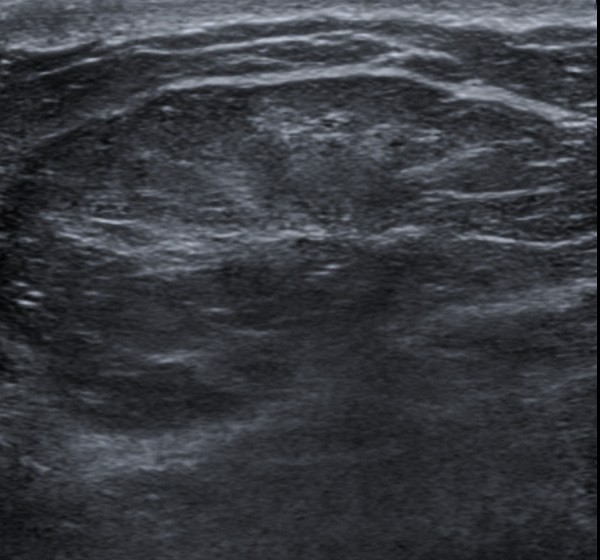
유방부위 지방종의 초음파 소견
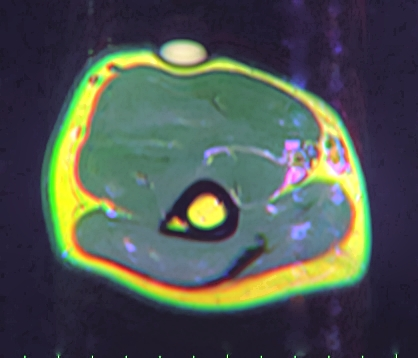
팔에 위치한 지방종의 MRI소견
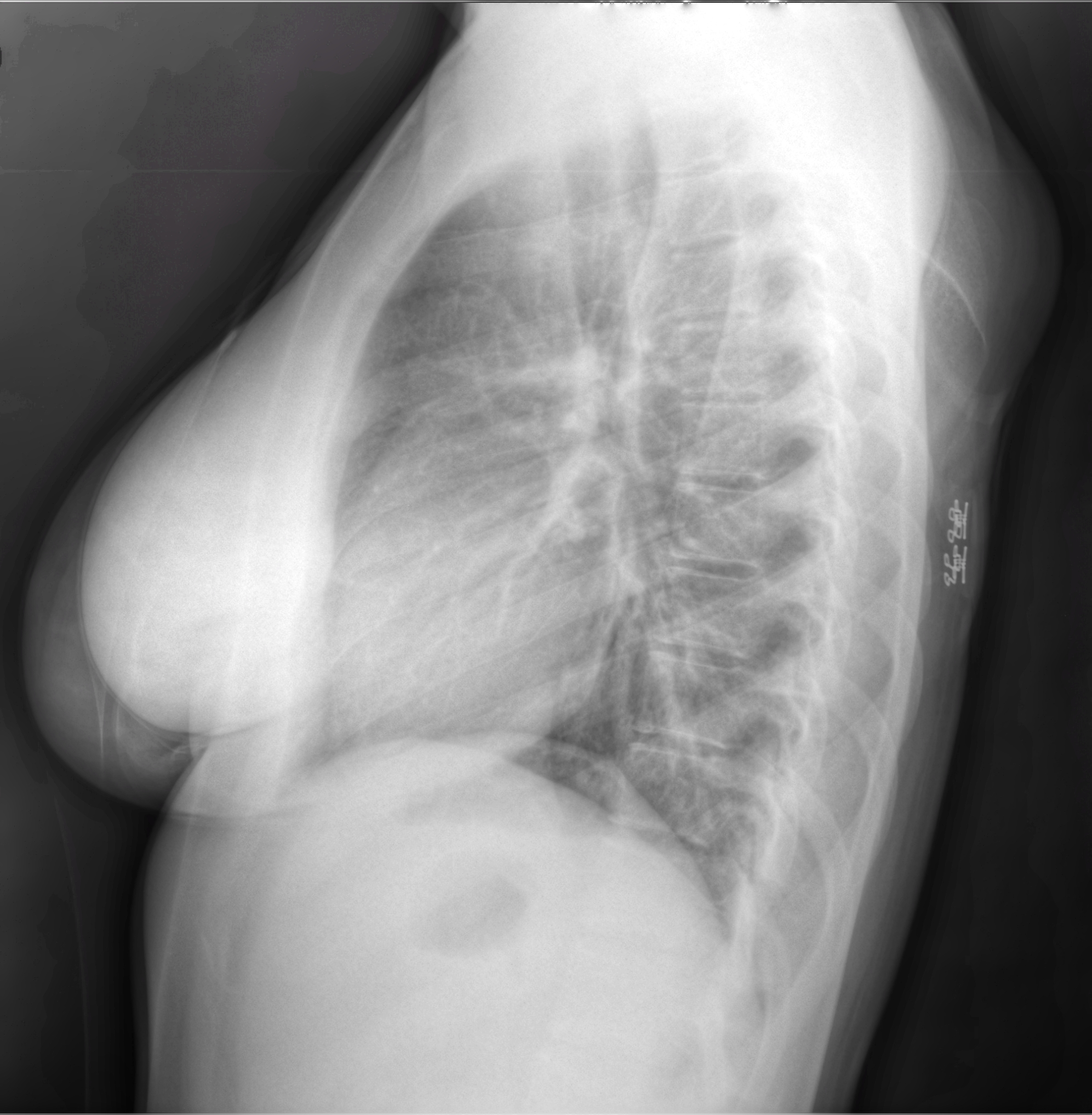
지방종의 엑스레이 소견

## 예후
지방종이 환자의 생명에 치명적인 경우는 거의 없으며 피하조직의 지방종역시 심각한 문제를 일으키지는 않는다. 하지만 내부장기에 생긴 지방종의 경우 위험할 수 있으며, 위장관계에 발생한 지방종은 출혈이나 궤양, 그리고 통증을 동반한 폐색을 일으킬 수 있다(흔히 조직학적으로는 양성이나 위치상 악성이라고 부른다)
지방종의 악성변화(지방육종같은)는 극히 드물며 대부분의 지방육종은 양성병변(지방종)이 있던 자리에서 발생하지 않는다. 하지만 뼈나 신장의 지방종에서 악성변화가 있었다는 보고가 있었다. 하지만 이 보고들 역시 지방육종이 잘 분화되었거나(지방종과 유사해보여) 일부에서만 악성병변을 가지고 있어 초기 검사에서 놓쳤을 수 있다.
심부의 지방종의 경우, 수술적 제거후에 표재성 지방종보다 재발할 확률이 높은데, 이것은 심부에 위치한 지방종의 외과적 절제가 그렇게 쉽지 않은 경우가 많기 때문이다.

## 수의학
지방종은 대부분의 동물들에서 발견되나 나이든 개에서 흔하고, 특히 레브라도 리트리버종(Labrador Retrievers)나 도베르만 핀셔(Doberman Pinschers), 그리고 미니어쳐 슈나우저(Miniature Schnauzers)에서 흔하다. 과체중의 암컷 개에서 특히 이런 종류의 종양이 자주 발생하며, 나이들고 과체중인 개의 경우 적어도 1개의 지방종이 발견된다. 개에서는 보통 몸통이나 앞다리에서 지방종이 발견된다.
지방종은 소(Cattle)이나 말에서도 드물게 발견되며, 고양이나 돼지에서는 거의 발견되지 않는다.
유경성 지방종(버섯처럼 줄기가 있고 머리에 지방종이 달린 모양)은 말에서 장폐색이나 장염전을 일으켜 산통, 괴사, 그리고 사망까지 이르게 할 수 있다.

## 지방종과 관련된 다른 질환들
지방종증(Lipomatosis)은 전신에 다발성의 지방종이 생기는 유전질환으로 알려져있다.
통증지방종(Adiposis dolorosa, 더컴병(Dercum disease))은 드문 질환으로 다발성으로 발생한 지방종부위의 통증과 부종, 그리고 피로감을 느끼는 질환이다. 이 질환은 일반적으로 폐경기의 비만 여성에서 발견된다.
양성 대칭성 지방종증(Benign symmetric lipomatosis, Madelung disease)은 지방종증의 또다른 형태로, 거의 대부분 중년의 알코올 중독자에서 발견된다. 하지만 알코올 중독이 아닌 여성에서도 발견될 수 있다.